# Grigori Anatoljewitsch Schkarupa
Grigori Anatoljewitsch Schkarupa (russisch Григорий Анатольевич Шкарупа; gebräuchliche Transkription: Grigory Shkarupa; geboren 29. August 1989 in Leningrad) ist ein russischer Opernsänger (Bassbariton).

## Leben
Schkarupa schloss 2007 ein Gesangsstudium an der Glinka-Chorschule in Sankt Petersburg mit Auszeichnung ab und studierte anschließend am Sankt Petersburger Konservatorium Gesang, Dirigieren und Chormusik. Im Opernstudio des Konservatoriums übernahm er den Gurnemanz in Wagners Parsifal. Bereits im Alter von 19 Jahren debütierte er am Mariinski-Theater seiner Heimatstadt – als Gefangener in Verdis Nabucco. An diesem Haus übernahm er auch den Zuniga in Bizets Carmen, den Papa Leone in  Verdis Attila und den Maschinist in Janáček Věc Makropulos zu hören. Mit dem Mariinski gastierte er zudem in Spanien, Israel, Deutschland und Litauen. 
2010 wurde Schkarupa in das Young Artist Program des Moskauer Bolschoi-Theaters aufgenommen, sang dort den Zweiten Geharnischten in Schikaneders und Mozarts Zauberflöte, den Koch und den Herold in Prokofjews Die Liebe zu den drei Orangen, den Schließer in Puccinis Tosca und den Mitjuch in Mussorgskis Boris Godunow. Im Moskauer Tschaikowsky-Konzertsaal trat er als Wilhelm in Offenbachs Les Contes d’Hoffmann und als Baron Trombonok in Rossinis Il viaggio a Reims auf. Ab August 2013 war Grigori Schkarupa Stipendiat der Liz Mohn Kultur- und Musikstiftung am Internationalen Opernstudio der Staatsoper im Schiller Theater Berlin und war seither an diesem Haus in einer Reihe kleineren Partien zu hören und zu sehen, darunter in La traviata, Candide, als 2. Geharnischter in der Zauberflöte und als 4. Jude in Salome, in Brecht/Weills Aufstieg und Fall der Stadt Mahagonny, weiters in Macbeth und Lulu. Seit 2015 gehört er dem Ensemble der Staatsoper an.
2015 erfolgte sein Debüt bei den Bregenzer Festspielen, als Mandarin in Puccinis Turandot und als Don Alfonso in Mozarts Così fan tutte. Er wird den Mandarin auch 2016 in Bregenz singen.

## Auszeichnungen
- Elena Obraztsova International Competition of Young Singers, Preisträger
- 2011: Internationaler Gesangswettbewerb Neue Stimmen, Endrunde